# Jake Andrewartha
Jake Andrewartha (ur. 24 grudnia 1989) – australijski judoka. Olimpijczyk z Londynu 2012, gdzie zajął siedemnaste miejsce w wadze ciężkiej.
Uczestnik mistrzostw świata w 2010, 2011, 2013 i 2014. Startował w Pucharze Świata w latach 2009 - 2015. Brązowy medalista igrzyskach Wspólnoty Narodów w 2014. Zdobył siedem medali mistrzostw Oceanii w latach 2010 - 2016. Mistrz Australii w 2010 i 2013 roku.

## Letnie Igrzyska Olimpijskie 2012
| Konkurencja | Eliminacje                      | Klas. końcowa |
| Konkurencja | Przeciwnik I                    | Miejsce       |
| ----------- | ------------------------------- | ------------- |
| +100 kg     | Christopher Sherrington (GBR) P | 17.           |